# Arna (loď, 1905)
Arna (dříve SS Hillhouse) byla československá civilní námořní transportní loď, historicky druhé námořní plavidlo plavící se pod československou vlajkou. Byla postavena roku 1905 ve Spojeném království pod jménem Hillhouse, roku 1925 byla pak zakoupena českým právníkem Erichem Veselým a přepravovala náklad mezi evropskými a africkými přístavy. 16. února 1928 najela u španělského mysu Cabo de Gata ve Středozemním moři na skalisko a potopila se.

## Historie lodě

### Hillhouse
Ocelová loď byla vyrobena v loděnicích Northumberland Shipbuilding, Co. ve městě Howdon-on-Tyne v Anglii, spuštěna na vodu byla 23. prosince 1904 pod jménem Hillhouse. Jejím majitelem byla britská společnost John Cory and Son Ltd., provozovala ji pak rejdařská společnost British Steam Shipping Co. Ltd., do služby byla pak uvedena v únoru 1905.

### Arna
Roku 1925 zakoupil loď český právník a podnikatel JUDr. Erich Veselý z Prahy. Domovským přístavem lodi se stala Praha, technickým potom přístav v Terstu. Loď byla následně přejmenována na Arna a provozována společností První československá námořní plavba A. Zdenkovič vlastněné podnikatelem a námořním kapitánem Arturem Zdenkovičem. Jméno patrně loď získala po Zdenkovičově manželce Arnoštce, která byla českého původu. Hlavní dopravní náplní byl následně transport zejména železné rudy a fosfátů mezi přístavy v Evropě a severní Africe, především v Itálii, Nizozemí, Anglii a Tunisu. V době svého provozu patřila, společně s lodí Legie, mezi jediná dvě námořní plavidla vlastněná československými subjekty. V roce 1926 o lodi otiskl časopis Světozor stránkovou fotoreportáž.

### Potopení
Dne 15. února 1928 Arna vyplula s nákladem železné rudy pod velením kapitána Ivo Dužinoviče z přístavu Cap Bon v Francouzského Tunisu a mířila do svého cíle, přístavu Middlesbrough v Anglii. 16. února se potom plavila nedaleko španělských břehů. Nedaleko od pobřeží, u mysu Cabo de Gata nedaleko přístavu Almería, však narazila na skalisko a potopila se. Všech 31 členů posádky, včetně několika Čechů, a 8 cestujících se zachránilo. Loď byla pojištěna na 3 miliony Kčs.
V roce 2013 se k vraku vypravila skupina českých potápěčů pod vedením amatérského historika Borise Gola, aby vrak lodi prozkoumala a potvrdila jeho totožnost.

## Galerie

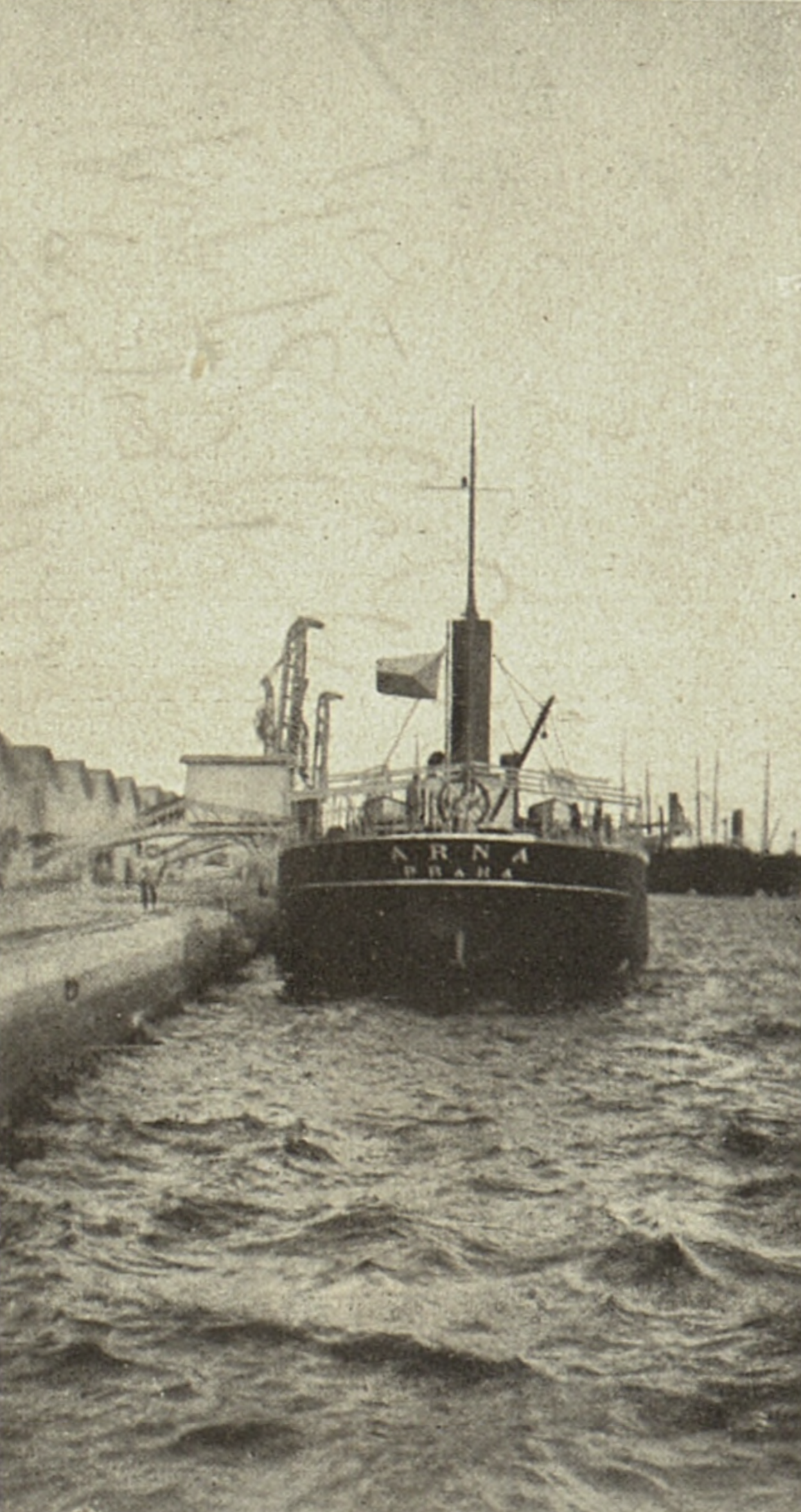
Arna v přístavu před plavbou do Benátek (Světozor, jaro 1926)
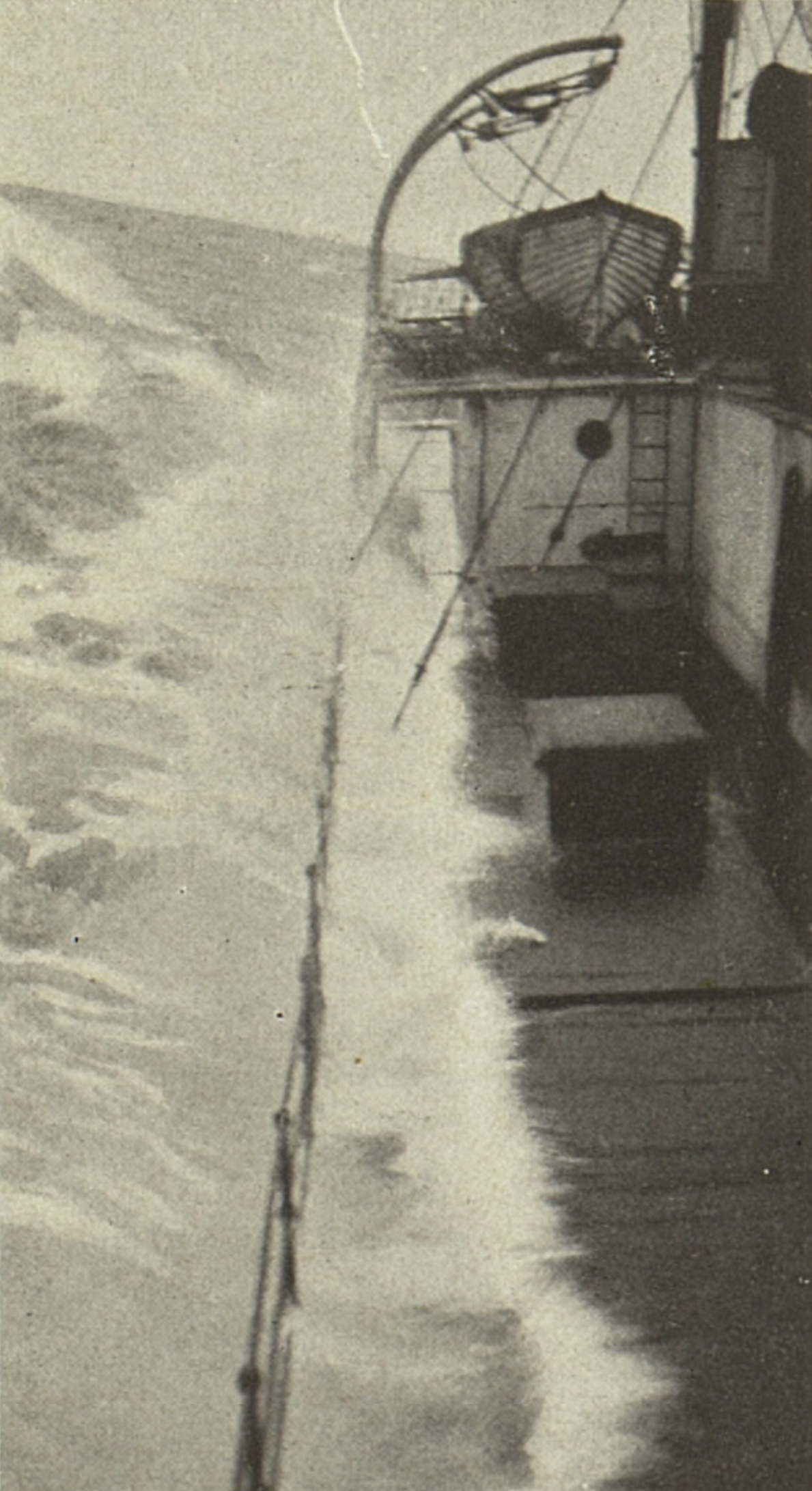
Arna na rozbouřeném moři (Světozor, jaro 1926)
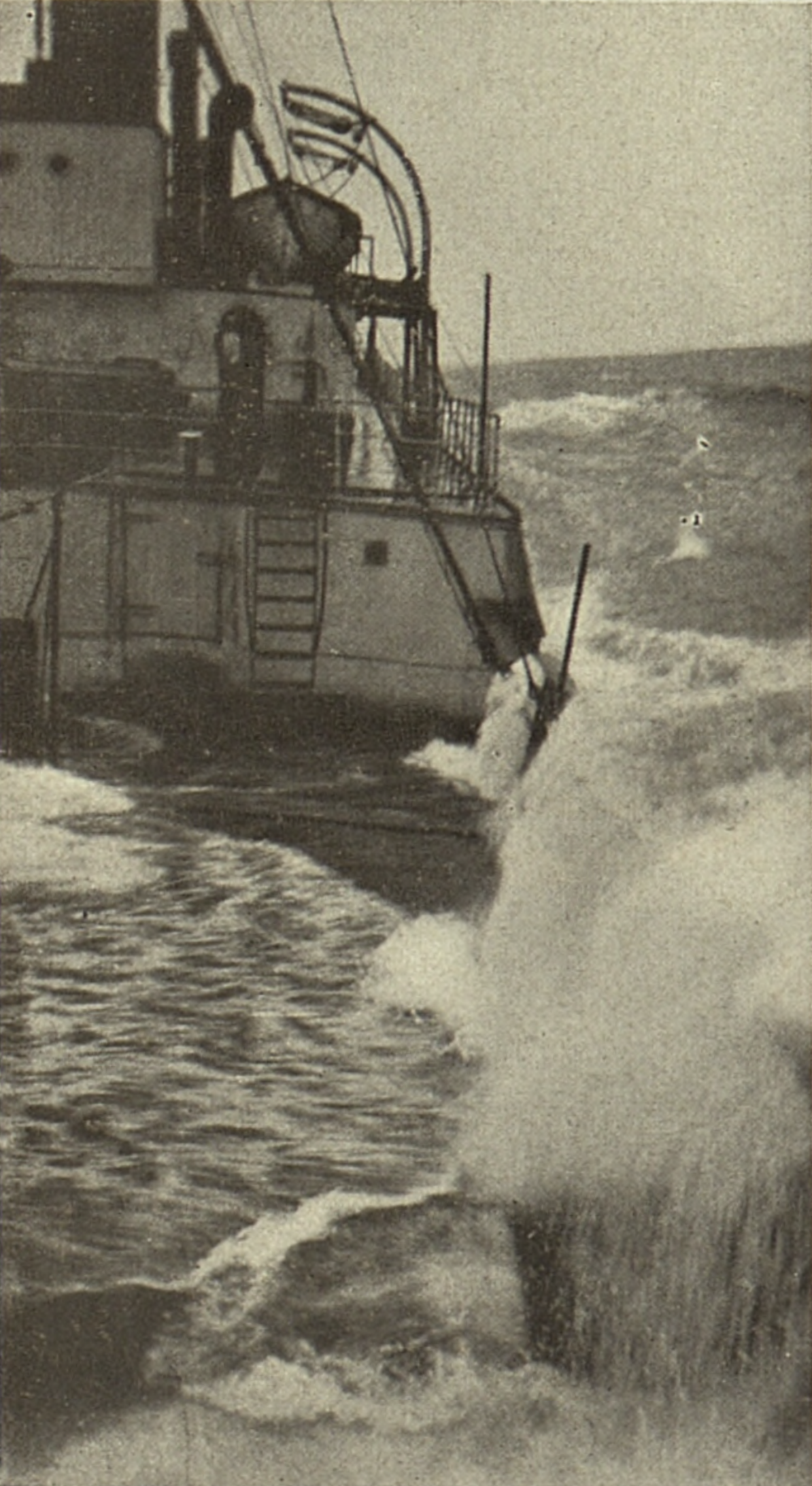
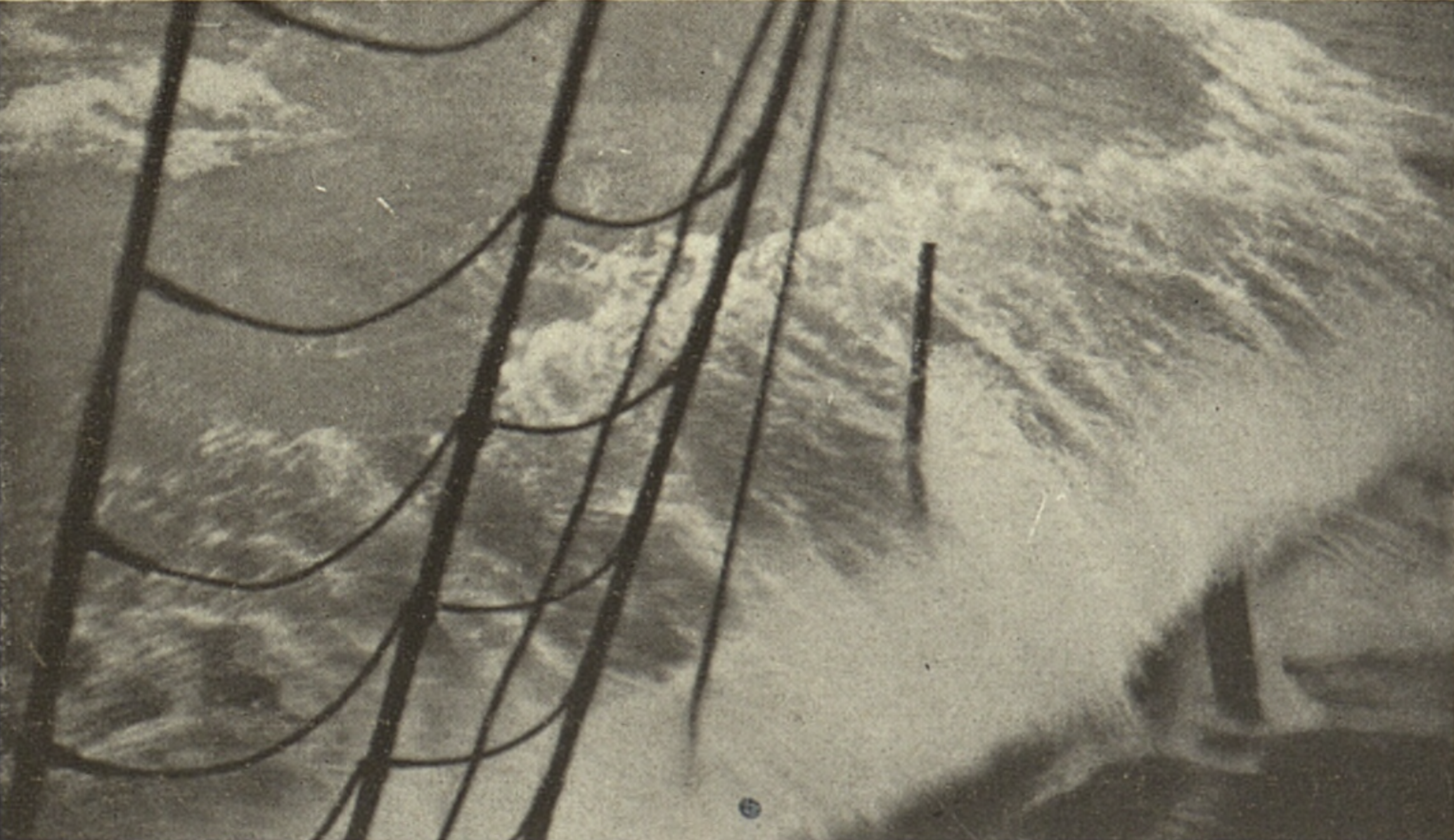